# IC 3886
IC 3886 је спирална галаксија у сазвјежђу Береникина коса која се налази на листи објеката дубоког неба у Индекс каталогу.
Деклинација објекта је + 19° 0' 41" а ректасцензија 12h 55m 0,3s. Привидна величина (магнитуда) објекта IC 3886 износи 17,5 а фотографска магнитуда 18,5.